# De Open Hof (Drunen)
De Open Hof is een protestants kerkgebouw in Drunen in de gemeente Heusden in de Nederlandse provincie Noord-Brabant. Ongeveer 500 meter naar het noordwesten staat de katholieke Sint-Lambertuskerk.

## Geschiedenis
In 1819 moesten de hervormden de kerk aan de katholieken teruggeven. Ze kregen toen financiële steun en bouwden hun kerk aan de Grotestraat.
In 1976 gingen de Hervormde Gemeente en Gereformeerde Kerk van Drunen samen als Hervormd-Gereformeerde Kerkgemeenschap Drunen als onderdeel van het Samen op Weg-proces.
In 1980 was het kerkgebouw aan de Grotestraat door de ledengroei te klein geworden en verhuisde men in 1980 naar een nieuw gebouw aan de Vennestraat: De Open Hof. Dit gebouw was het ontwerp van architect W. Olthoff uit 's-Hertogenbosch. De oude kerk werd in 1980 gesloopt.
Eind 1991 kreeg het kerkgebouw een nieuw orgel.
Op 6 juli 2010 kreeg de kerkgemeenschap de naam Protestantse Gemeente, net zoals dit op landelijk niveau ook gebeurde.

## Opbouw
De kerk is in moderne stijl opgetrokken zonder kerktoren. Voor de kerk staat een bouwsel waarin een kerkklok opgehangen is.